# Llamero
Llamero (en asturiano y oficialmente Llameiru) es una parroquia del concejo de Candamo, en el Principado de Asturias (España). Alberga una población de 189 habitantes (INE 2011) en 97 viviendas. Ocupa una extensión de 7,40 km².
Está situada en el área centro oriental del concejo. Limita al norte con las parroquias de El Valle y Ventosa; al este con el concejo de Las Regueras; al sur, con la parroquia de Murias; y al suroeste con la de Grullos.

## Poblaciones
Según el nomenclátor de 2011 la parroquia está formada por las poblaciones de:
- Ferreros (Ferreiros en asturiano) (aldea): 67 habitantes.
- Llamero (Llameiru) (lugar): 127 habitantes.
- El Monte Llamero (El Monte) (aldea): 10 habitantes.
- Villanueva (aldea): 24 habitantes.